# Бунінга
Острів Бунінга — населений острів у провінції Шефа Вануату в Тихому океані. Острів є частиною архіпелагу Шеферд Айлендс.

## Географія
Острів Бунінга розташований 2 км на південний захід від острова Тонгарікі. Острів 1,5 км в діаметрі. Орієнтовна висота місцевості над рівнем моря становить близько 209 м.

## Населення
Станом на 2015 рік офіційно місцеве населення становило 112 осіб у 23 домогосподарствах. 